# 尼崎ストロベリー
『尼崎ストロベリー』（あまがさきストロベリー）は、2019年に出版された成海隼人による日本の小説。兵庫県尼崎市を舞台にした高校生とオカン（母親）との物語。
2023年に舞台化され、2024年に再演された。

## あらすじ
舞台は兵庫県尼崎市。高校2年生の駿一は、お笑いマニアな母親から、たっぷりの愛情と笑いの英才教育を受けて育った。親子2人で貧しいながらも幸せな生活を送るが、ある日母親がスキルス胃がんを患い、余命宣告を受けてしまう。がんに打ち勝つ手だてを探る中、元々人間の体内にあり、がん細胞を攻撃する「ナチュラルキラー(NK)細胞」の存在を知った駿一は、笑うことで活性化するといわれる NK 細胞に望みをかけ「笑いのチカラでオカンを救う」ことを誓い親友のマコトと漫才コンビ「ストロベリーズ」を組み、高校生漫才甲子園に挑む。

## 登場人物
駿一（しゅんいち）
物語の主人公。笑いの英才教育を母親（オカン）から受けて育った尼崎の高校生。
貴代子(オカン)
駿一の母親。スキルス胃がんによる余命宣告を医者から告げられる。
マコト
駿一と同じ高校に通う同級生。漫才コンビ「ストロベリーズ」を駿一と組んで高校生漫才甲子園に出場する。
田口さん
児童養護施設「ひまわり園」で働く、貴代子の同僚。

## ウェブ連載版
ゴールドライフオンラインにて2020年4月1日より連載。一部を抜粋し、再編集したもので、全42回。

## 舞台化
2023年にはじめて舞台化され、3月4日と3月5日の両日、あましんアルカイックホール・オクトで上演された。2024年3月に再演。2024年の公演では、尼崎市在住の中高生の無料招待を目指したクラウドファンディングを実施し、支援を受けて中高生200人を無料招待した。

### キャスト
- 駿一：真丸
- 貴代子：篠原真衣
- 美樹：堀くるみ
- 萌：春名真依
- マコト：井本涼太
- 田口：堀川絵美
- 大人になった駿一：桜井雅斗
- すず：武田訓佳（2024）、橋爪未萠里（2023）
- コロッケ屋の大将：佐藤太一郎

### スタッフ
- 原作：成海隼人
- 脚本・演出：木村淳
- 音楽：奏コータロー
- 美術・舞台監督：藤井岳
- プロデューサー：梅澤正人

### 主催・後援・協賛など[8][9]
- 主 催：

公益財団法人尼崎市文化振興財団
舞台 尼崎ストロベリー実行委員会
- 企画制作：株式会社アンノウン